# Las Trancas, Sinaloa
Las Trancas är en ort i Mexiko.   Den ligger i kommunen Navolato och delstaten Sinaloa, i den västra delen av landet, 1 100 km nordväst om huvudstaden Mexico City. Las Trancas ligger 15 meter över havet och antalet invånare är 827.
Terrängen runt Las Trancas är mycket platt. Runt Las Trancas är det ganska tätbefolkat, med 155 invånare per kvadratkilometer. Närmaste större samhälle är Navolato, 7,0 km nordost om Las Trancas. Trakten runt Las Trancas består till största delen av jordbruksmark.